# ホークス・ベイ地震
ホークス・ベイ地震（Hawke's Bay earthquake）は、1931年2月3日10時47分ごろ、ニュージーランド北島中部のホークスベイ地方の直下を震源として発生した、マグニチュード（M）7.8の大地震である。

## 被害

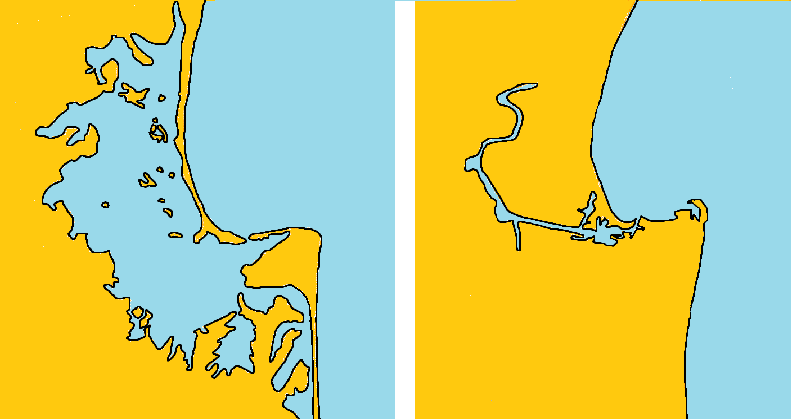
地震前のアフリリ干潟（左）と地震後（右）

この地震はニュージーランド史上最大の被害を出し、258人が死亡した。特にネーピアは壊滅的な被害を受けた。この地震で地盤が最大4メートル上昇し、沼地が耕作地や住宅地として利用可能となった。同地では、海岸沿いの弱い地盤上に市街地があり、全体の3分の2の建物が被災した。火災も発生し、オフィスなどが並ぶ中心市街地は焼失した。またネーピア沿岸に広がっていたアフリリ干潟はこの地震で隆起して海水が排出されたことで消滅した。
市街地の復興は、当時の建築意匠の流行であったアールデコ様式で統一して行われ、再建委員会の主導により都心街路の拡充、電線や下水溝の地下埋設、ブロックごとの建物やデザインの共同化および耐震補強などが先進的な活動がなされ、現在世界で有数の「最もアールデコ様式の建築物がまとまって残っている街」となって、その個性的で優れた都市景観は現在では文化遺産となっている。

## 被害写真

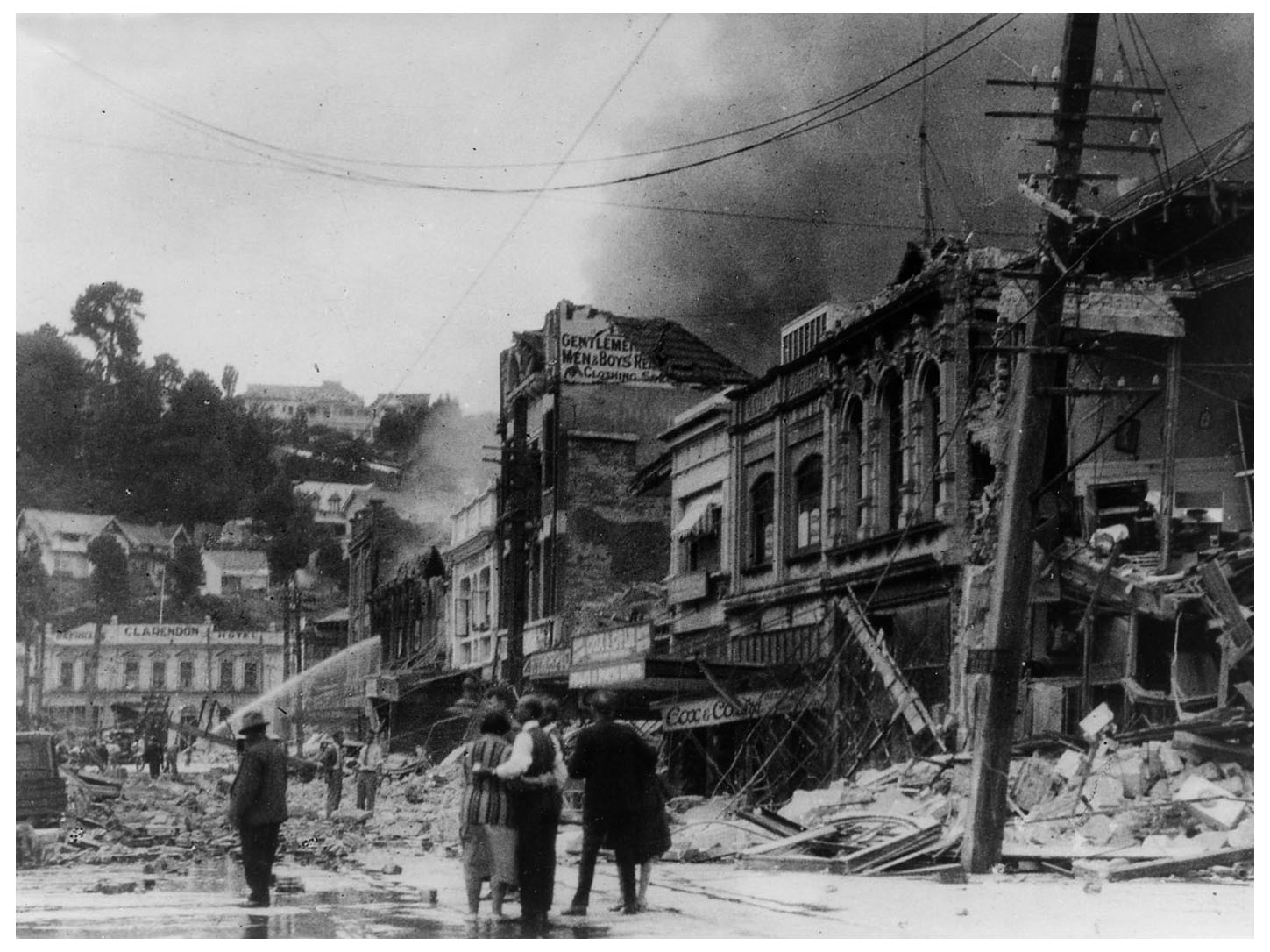
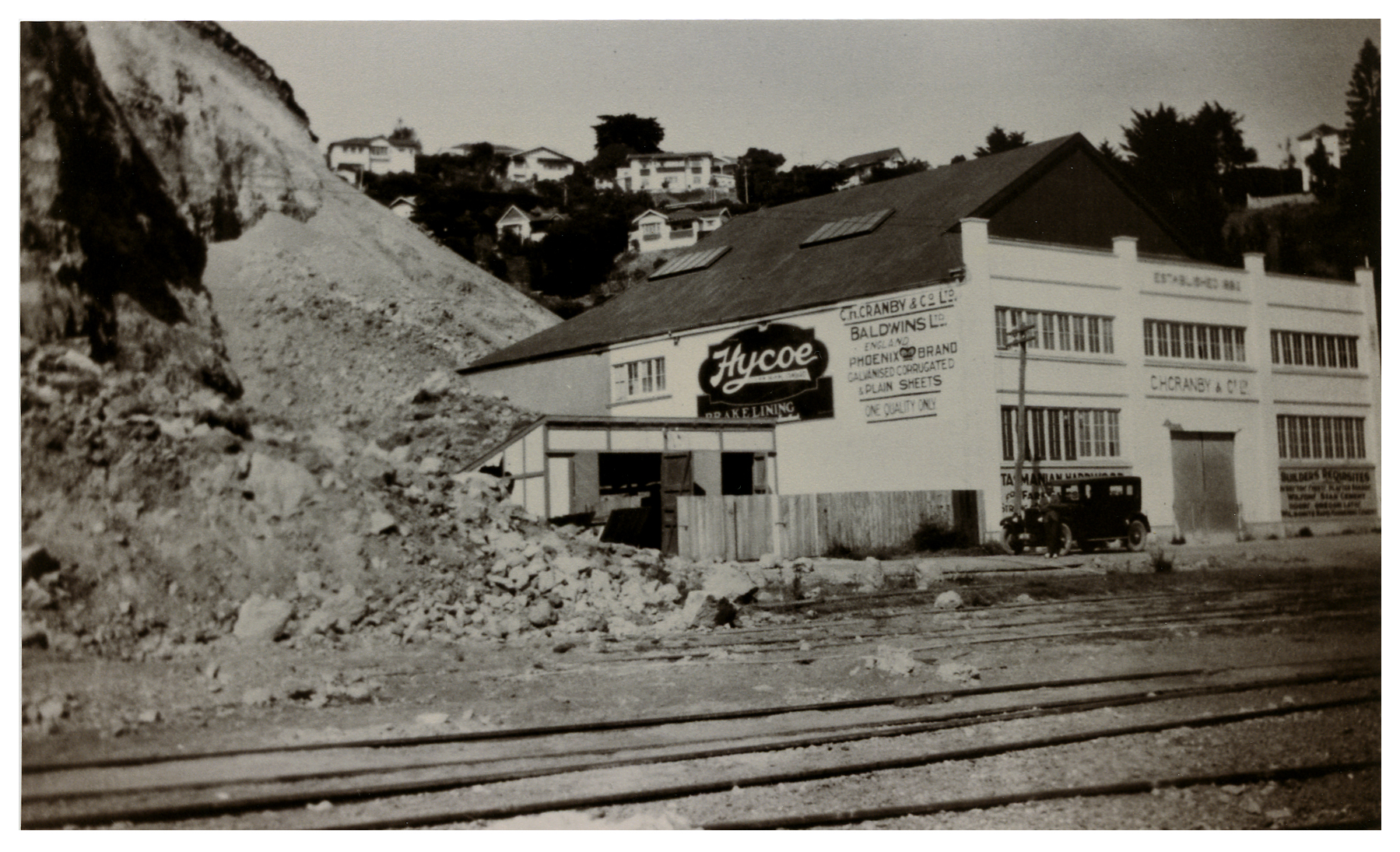
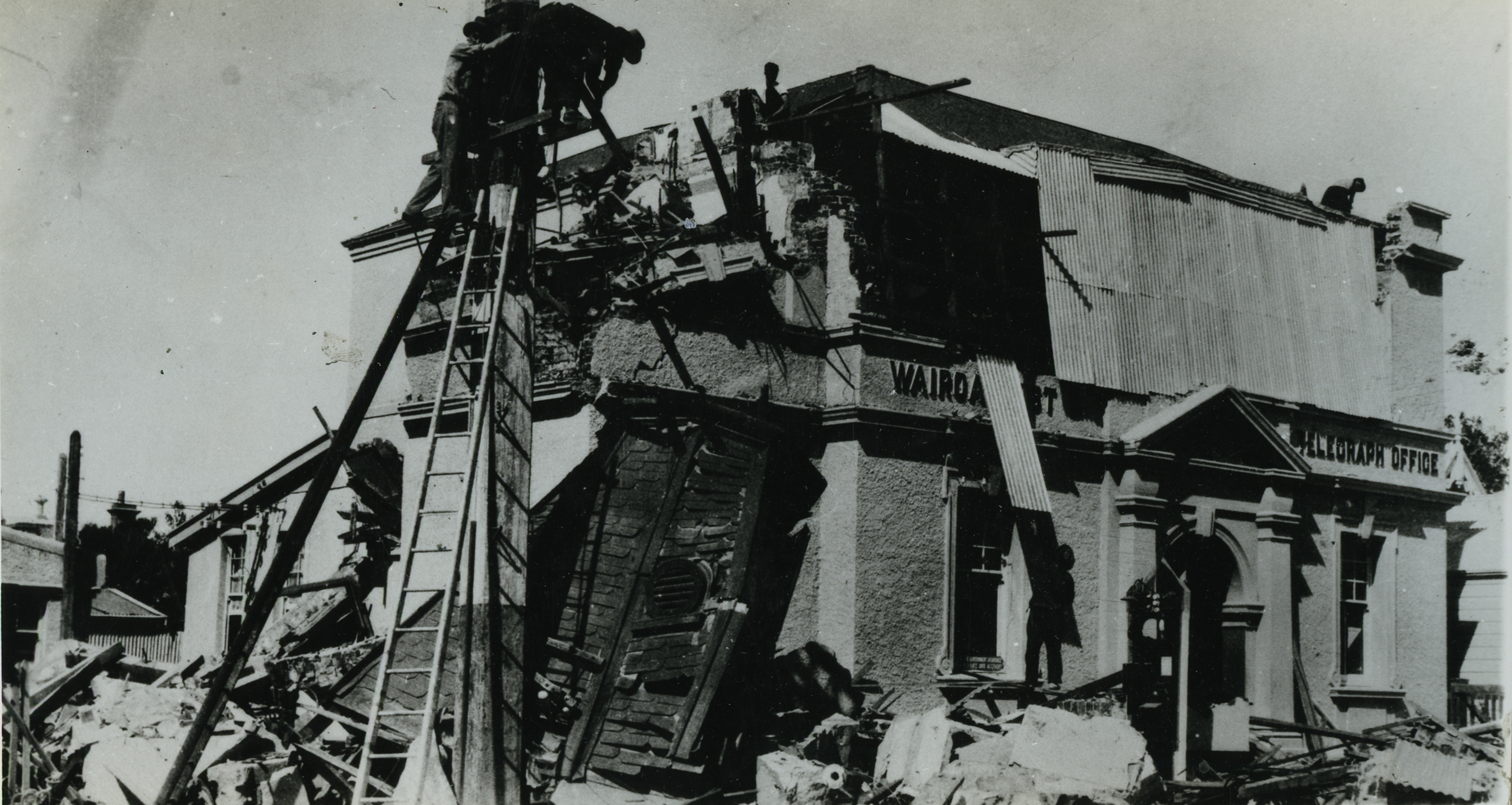
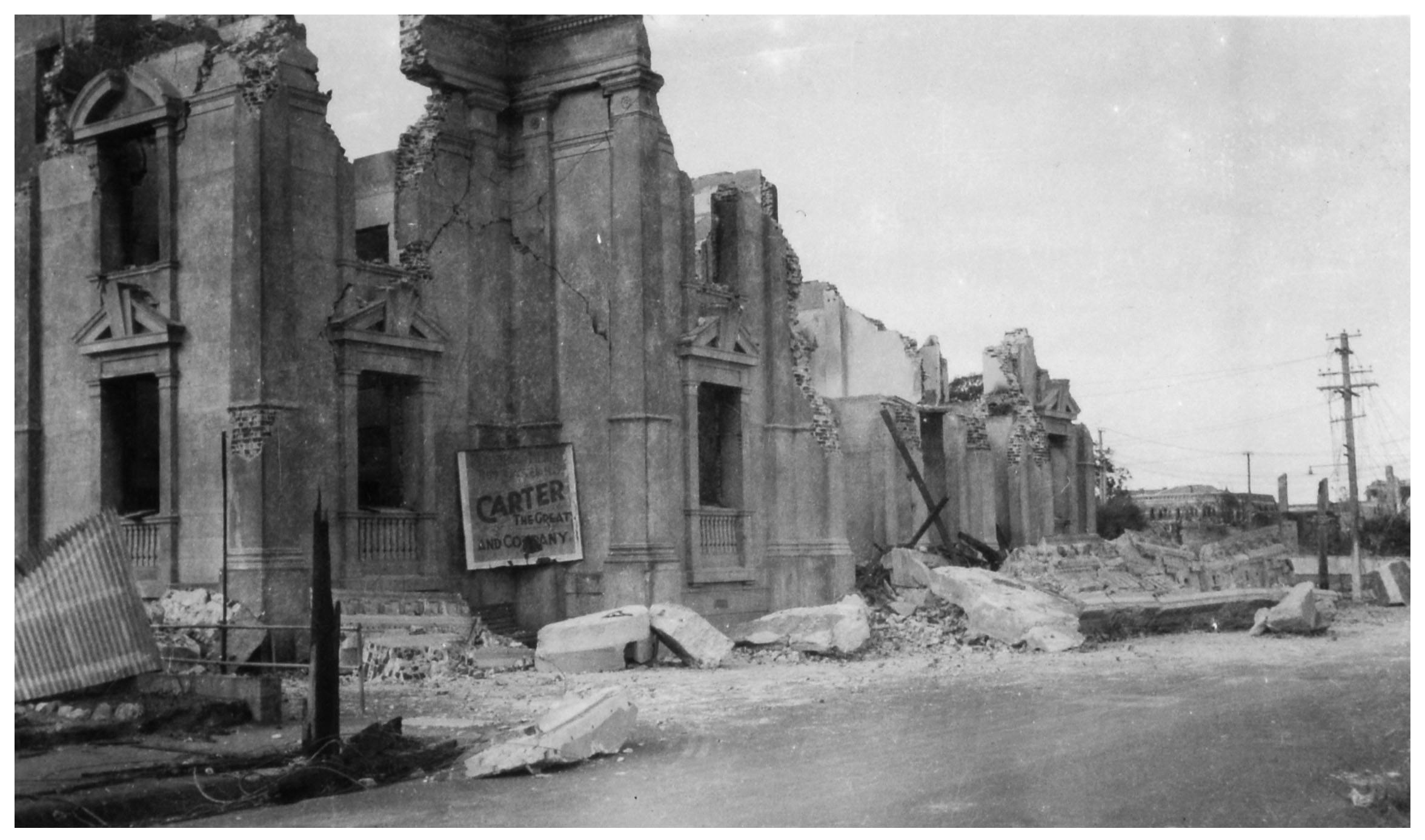
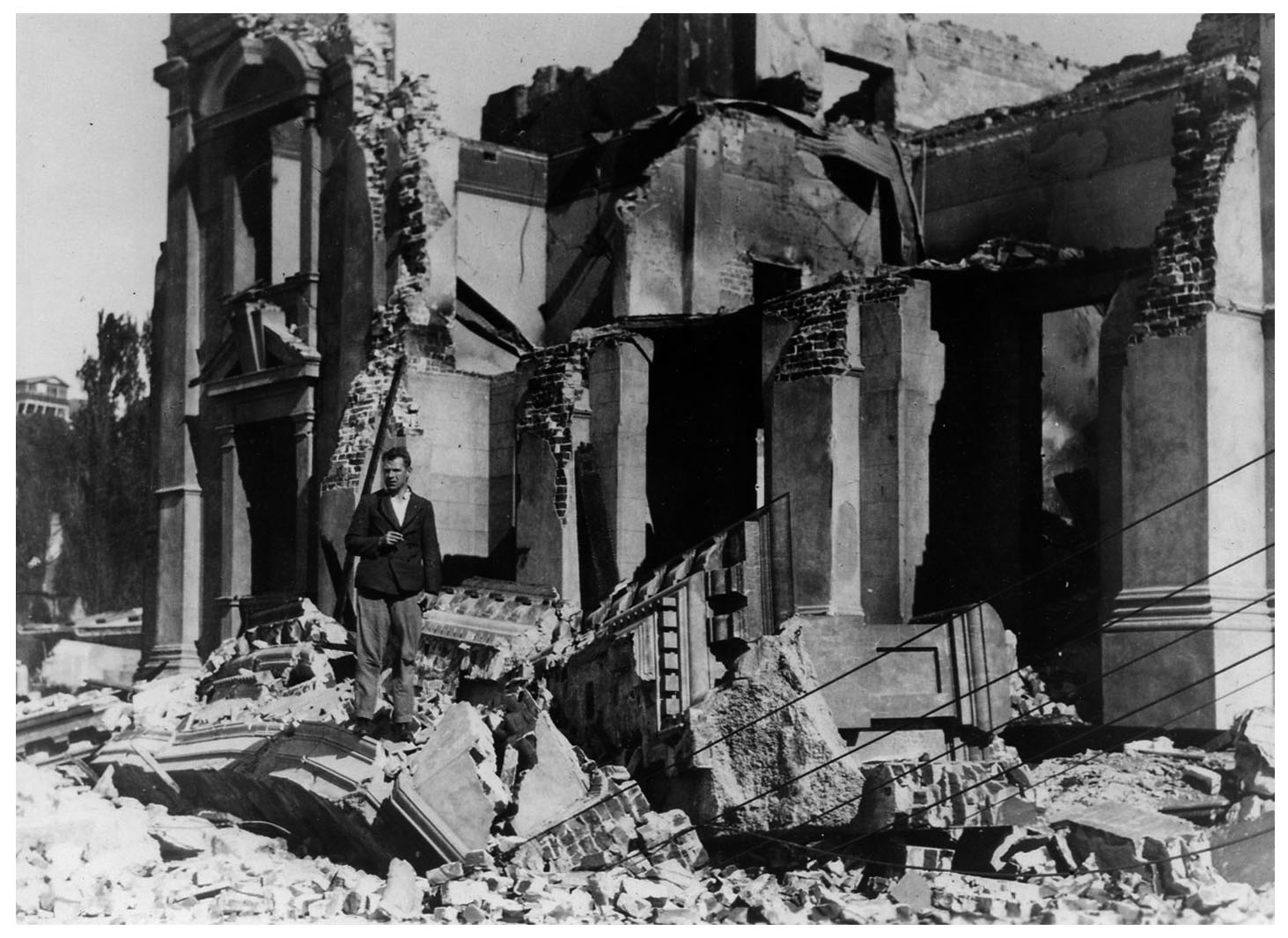